# Dwór w Skorzynicach
Dwór w Skorzynicach – zabytkowy, klasycystyczny dwór w Skorzynicach, w województwie dolnośląskim, w powiecie lwóweckim, w gminie Lwówek Śląski. Obiekt wybudowano jako siedziba właściciela dóbr ziemskich w II ćw. XIX wieku. Budynek był sukcesywnie rozbudowywany, zwłaszcza jego część zachodnia, która prawdopodobnie powstała pod koniec XIX wieku.

## Informacje

### Położenie
Zespół dworski usytuowany jest około 75 metrów na północ od drogi powiatowej Chmielno-Skorzynice, w południowo-zachodnim narożniku zespołu zabudowań, zamkniętych od południa asfaltową drogą z bramą wjazdową. Obiekt położony jest na łagodnym południowym stoku, stanowiąc południowe zamknięcie dużego, prostokątnego podwórca gospodarczego. W odległości 10 metrów na północ znajduje się studnia, natomiast na południe od dworu – sad.

### Historia
Obiekt wybudowano jako siedziba właściciela dóbr ziemskich w II ćw. XIX wieku. Budynek był sukcesywnie rozbudowywany, zwłaszcza jego część zachodnia, która prawdopodobnie powstała pod koniec XIX wieku. Po zakończeniu II wojny światowej, dwór został został przejęty przez spółdzielnię produkcyjną, która użytkowała go do 1956 roku. Od tego czasu obiekt znajduje się w rękach prywatnych – jest użytkowany przez trzy rodziny zamieszkujące dawny majątek. Pomimo licznych przekształceń, budynek zachował wiele cech stylu klasycystycznego.

### Architektura
Budynek ma rzut prostokątny (13 m × 6 m), z dodatkowym prostokątnym pomieszczeniem od południa. Elewacja północna jest dziewięcioosiowa z wysokim cokołem i wejściem do piwnicy. Otwory okienne ujęto w tynkowane opaski z uskokiem, a naroża zaakcentowano pilastrami w stylu doryckim. Główne wejście umieszczono w klasycystycznym portalu z pilastrami i gzymsem, zwieńczonym łukowym szczytem.
Pierwotnie dwór miał charakter dwutraktowy. W części wschodniej znajdowały się kuchnia, sień i łazienka. Zachodnia część jest nieco niżej położona, również dwupasmowa. Około 1/3 budynku jest podpiwniczona. Komunikację pionową zapewniają schody wachlarzowe od wschodu oraz przylegające do muru schody od zachodu.
Parter budynku wzniesiono z drobnoziarnistego, szarego piaskowca, natomiast piętro wykonano z cegły. Ściany są otynkowane, z dekoracjami sztukatorskimi. Dach czterospadowy pokryto szarym łupkiem, z lukarnami od północy i południa oraz wysokimi, ceglanymi kominami.
Więźba dachowa krokwiowo-jętkowa, wsparta na dwóch rzędach stojących stolców, wzmocniona kleszczami i mieczami poprzecznymi. Stropy w budynku są belkowe, z podsufitką. W piwnicy zastosowano sklepienia kolebkowe z lunetami, a posadzki wykonano z piaskowca oraz płytek ceramicznych o geometrycznych wzorach.
Wewnątrz zachowały się oryginalne drzwi ramowo-płycinowe, schody z balustradą o wyciętych deskach naśladujących tralki oraz boazeria w sieni głównej (współczesna). Zachowane są także piece. Stan budynku określa się jako dobry, choć liczne remonty po 1945 roku doprowadziły do utraty oryginalnego układu funkcjonalnego i detali konstrukcyjnych. Zaburzony został pierwotny układ otworów okiennych. Na skutek niewłaściwej wymiany tynków, na poziomie pierwszej kondygnacji doszło do zatracenia detalu architektonicznego. Występują uszkodzenia tynku, szczególnie wokół detali architektonicznych oraz pęknięcia na zachodniej ścianie i północnym narożniku.